# El Moviment de la Ruralitat
El Moviment de la Ruralitat, anteriorment Cacera, Natura, Pesca i Tradicions, és un partit polític francès creat el setembre de 1989 sota forma d'associació per André Goustat i Jean Saint-Josse amb la finalitat de defensar els valors tradicionals de la França rural, especialment la cacera. Forma part del Grup per l'Europa de les Democràcies i les Diversitats del Parlament Europeu. El seu president és Frédéric Nihous.
A les eleccions europees de 1989 i 1994 no va obtenir representació, però sí a les de 1999, quan va obtenir 6 eurodiputats, un d'ells Jean Saint-Josse. A les eleccions regionals franceses de 1992 va obtenir 29 consellers regionals (10 a Aquitània) i 32 a les de 1998, però a les de 2004 es presentà a 8 regions, però no va obtenir representació a cap.
A les eleccions europees de 2004 no va arribar al 3% dels vots, percentatge necessari per a sufragar les despeses de la campanya. Perdé els eurodiputats i tenia 300.000 € en pèrdues. Això provoca nombroses fugues a l'UMP i al Moviment per França. Tot i això, el 2 de setembre de 2006 va presentar Frédéric Nihous com a candidat a les eleccions presidencials franceses de 2007, però només obté l'1,5% dels vots (420.645 vots). A la segona volta va instar als seus votants a rebutjar l'ecologisme punitiu que representava Ségolène Royal. El 14 de gener de 2008, en una reunió a Orly (Val-de-Marne) Saint-Josse dimití com a president i Nihous el va substituir.

## Resultats electorals
- Eleccions europees de 1989: llista encapçalada per André Goustat - 749 741 vots (4,13% dels vots) - cap diputat
- Eleccions regionals de 1992: 29 electes a 13 regions (d'ells 10 a Aquitània).
- Eleccions europees de 1994: llista encapçalada per André Goustat - 771 061 vots (3,96% dels vots) - cap elegit
- Eleccions regionals de 1998: 32 elegits a 17 regions. A Llenguadoc-Rosselló, els caçadors presentaren dues llistes al cantó d'Erau.
- Eleccions europees de 1999: llista encapçalada per Jean Saint-Josse. 1 195 727 vots (6,77%) i sis eurodiputats : Jean Saint-Josse, Michel Raymond, Véronique Mathieu, Yves Butel, Jean-Louis Bernié i Alain Esclopé.
- Eleccions cantonals de 2001: 52 candidats - 4 elegits : 2 al Somme: Nicolas Lotin i Yves Butel (després deixà CPNT); 1 a Gironda: Francis Magenties (Cantó de Lesparre-Médoc); i 1 a l'Erau: Christophe Morgo (cantó de Mèze). Aquest darrer arrabassa un cantó dominat pels Verts des de 1971.
- Eleccions presidencials de 2002 (1a volta) : Jean Saint-Josse - 1 204 689 vots (4,23% dels vots).
- Eleccions presidencials de 2007 (1a volta) : Frédéric Nihous - 420 645 vots (1,15% dels vots).